# Ardmore (Irland)
Ardmore (irisch Aird Mhór, älter Ard Mhór Dhéagláin, „Declans großes Vorgebirge“) ist ein Ort an der R673 (Straße) an der Südküste der Republik Irland im County Waterford. Die nächsten größeren Orte sind Youghal im Westen und Dungarvan im Nordosten. Die Einwohnerzahl von Ardmore hat sich seit 1996 kaum verändert und belief sich beim Census 2022 auf 468 Personen.
Die romanische Kirche in Ardmore und besonders der Rundturm gehören zu den bedeutendsten ihrer Art. Das erste Kloster in Ardmore wurde von St. Declan (Decclain) gegründet. Er gilt als eine Säule des Christentums im südlichen Irland und soll bereits Bischof der iroschottischen Kirche in Munster gewesen sein, als St. Patrick ankam.
Von 1591 bis 1593 war Ardmore im Besitz von Sir Walter Raleigh. 1642 verschanzte sich die irische Rebellenarmee in der Kirche und im Rundturm und wurde von den Engländern belagert. Als sie sich ergab, wurden 117 von 154 Aufständischen auf der Stelle erhängt.

## Die Kirche
Die Kirche von Ardmore wurde von Moel-Ettrim Ó Duibh-rathra vor seinem Tod im Jahre 1203 errichtet. Wahrscheinlich wurde dabei der Rest einer älteren Kirche integriert. Die Kirche hatte ab 1170 einen Bischof und wird seither als Kathedrale von Ardmore geführt. Sie hat außergewöhnliche bauliche Merkmale wie das romanische Westfenster und den spitzen Chorbogen. Das originellste sind allerdings die Arkaden und Skulpturen auf der Westwand, die ober- und unterhalb zweier Arkadenreihen arrangiert sind. Die Szenen oberhalb einer Reihe kleiner Bögen sind abgebröckelt, aber der Erzengel Michael, der die Seelen wiegt, kann erkannt werden. Unterhalb der großen Arkadenbögen sind Adam und Eva, das Gericht Salomos und die Anbetung der Weisen erkennbar.
In der Kirchenruine befinden sich auch die beiden Oghamsteine von Ardmore. Es ist ein irisches National Monument.

### Der Rundturm

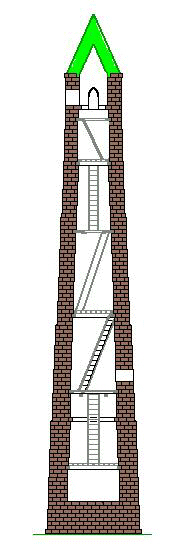
Rundturm von Ardmore

Der Rundturm steigt in fünf Etagen zu einer Höhe von 30 m auf und ist einer der am besten bewahrten seiner Art.

### Das Oratorium
Östlich der Kirche liegt das kleine St. Declan’s Oratory, das 1716 wieder überdacht wurde. Es wird angenommen, dass es sich um die Grabeskirche von St. Declan handelt. Eine Vertiefung in der südöstlichen Ecke wird als sein Grab ausgewiesen.

## Ardoginna House
Südlich des Ortes, nahe den Klippen, liegt die Ruine von Ardoginna House, einer schlossähnlichen, ehemals repräsentativen Anlage mit Türmen und Befestigungen aus dem 16. Jahrhundert. Im Jahre 1920/21 wurde das Haus von seinen damaligen Eigentümern, der Familie MacKenna, aufgeben. Es wurde geplündert und verfällt seither.

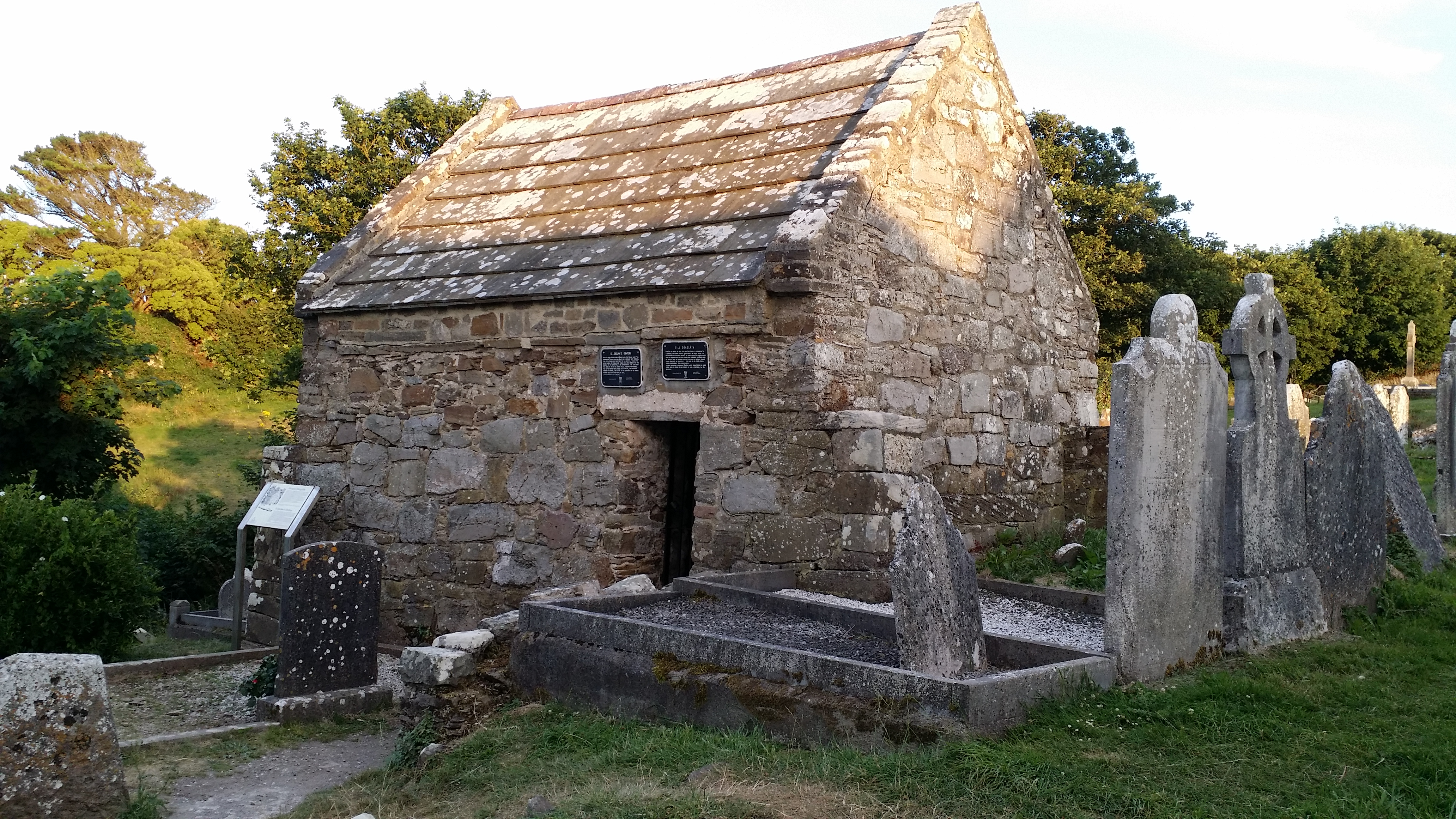
St. Declan’s Oratory
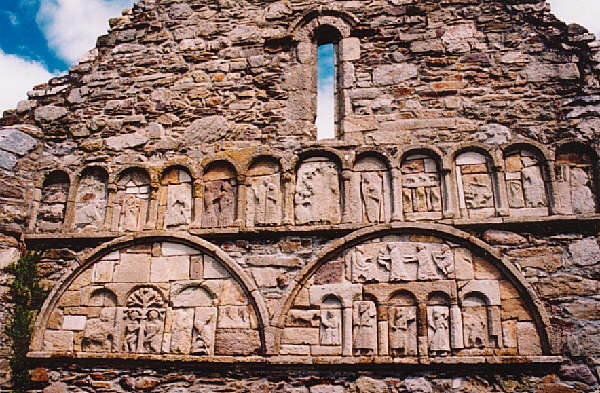
St. Declans Church
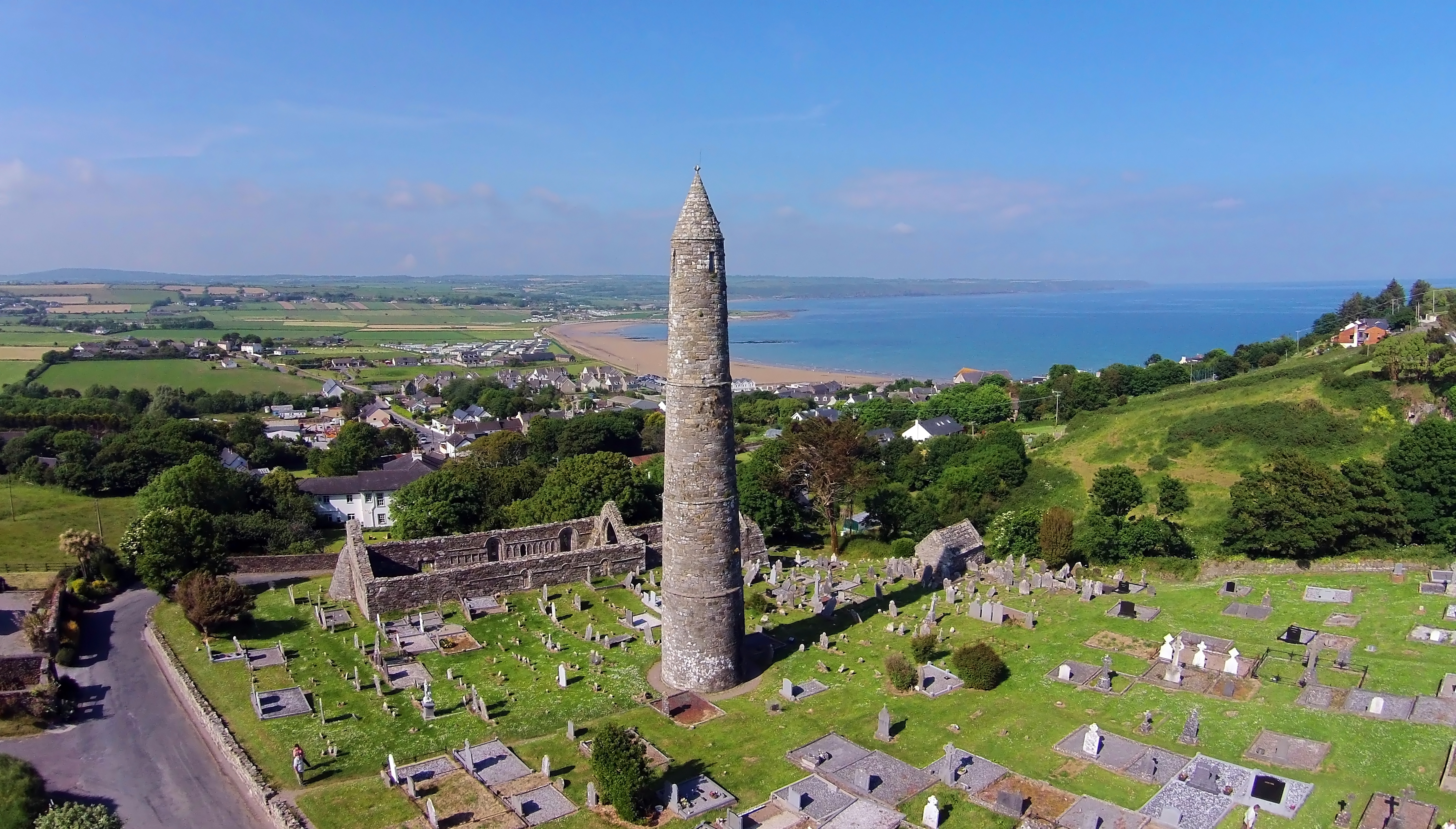
Ardmore Tower
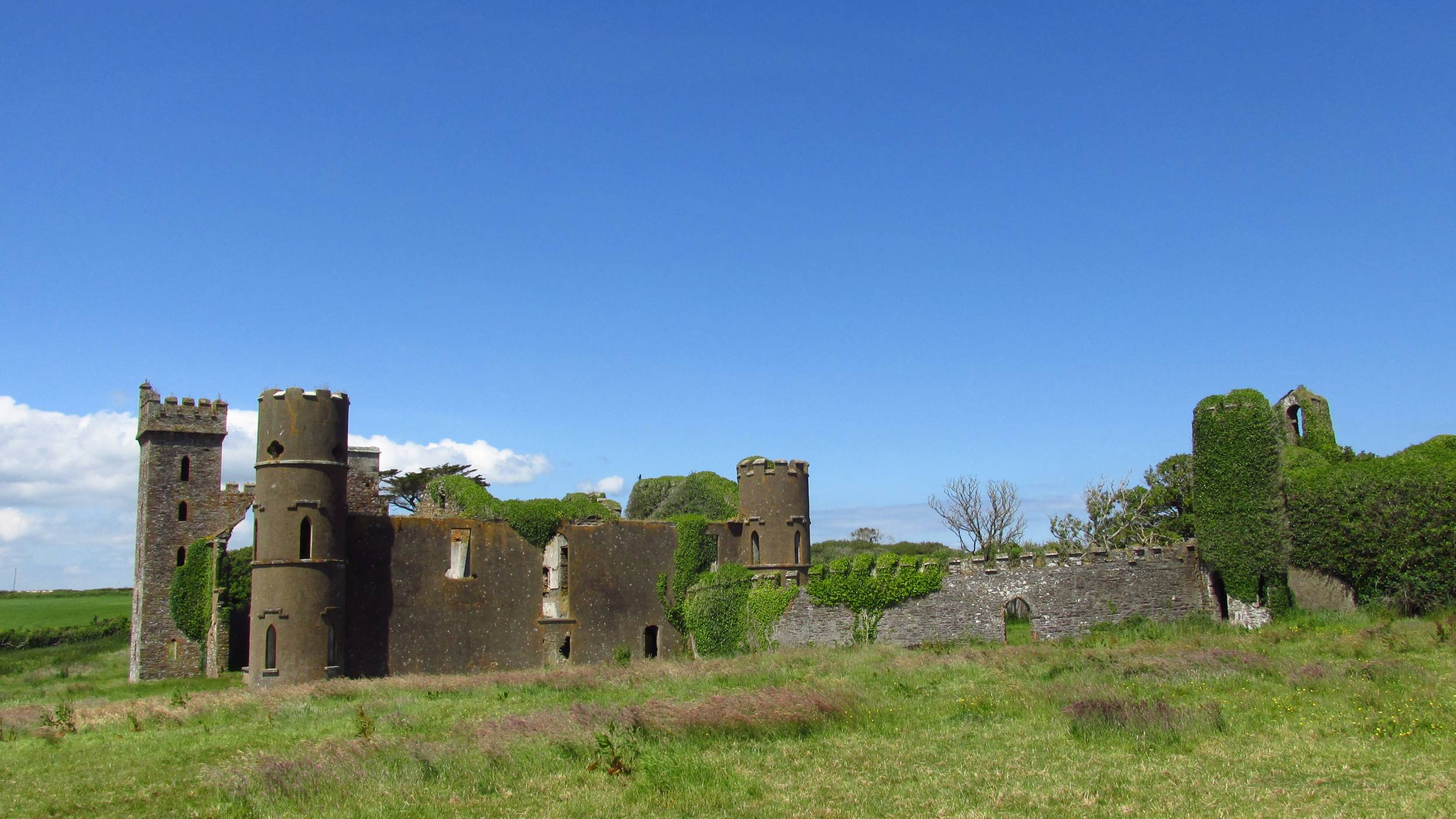
Ardoginna House
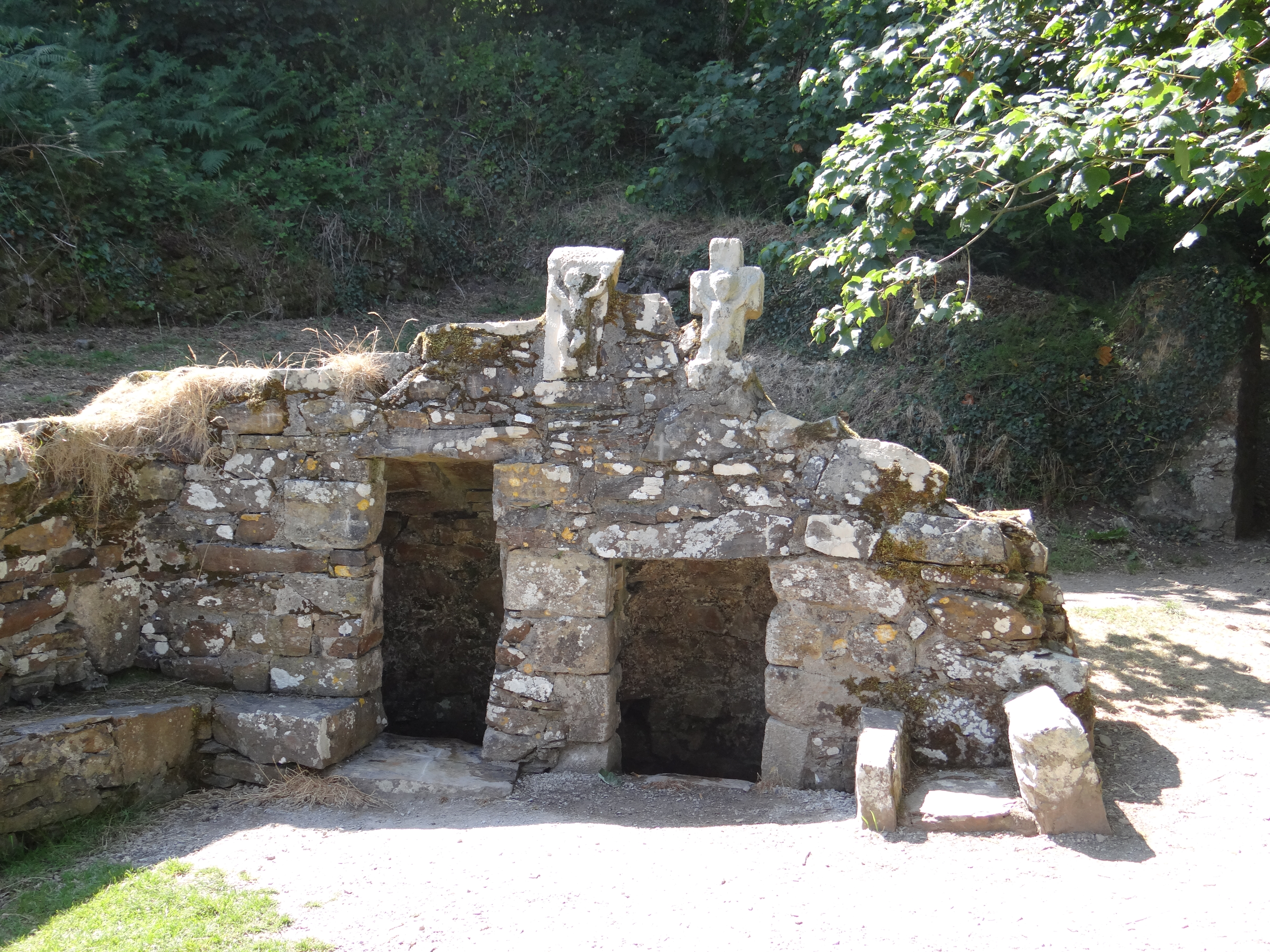
St. Declan’s Well

## Heilige Quelle
St. Declan’s Holy Well gehört zu einer Einsiedelei in der Nähe des alten Klosters. Der Brunnen stammt aus dem 5. Jahrhundert und ist immer noch Ort religiöser Hingabe. Am 24. Juli besuchen viele Anhänger die Einsiedelei und trinken das Wasser aus dem Brunnen.